# Даутмерген
Даутмерген (нім. Dautmergen) — громада в Німеччині, знаходиться в землі Баден-Вюртемберг. Підпорядковується адміністративному округу Тюбінген. Входить до складу району Цоллернальб.
Площа — 4,54 км2. Населення становить 444 ос. (станом на 31 грудня 2020).